# Egy ropi naplója: Testvérháború
Az Egy ropi naplója: Testvérháború (eredeti címén Diary of a Wimpy Kid: Rodrick Rules) 2011-ben bemutatott 99 perces amerikai filmvígjáték, mely Jeff Kinney könyvsorozatának második kötete alapján.
A film első része, 2010-ben került bemutatásra, melynek "Egy ropi naplója" volt a címe. A Testvérháború folytatása 2012-ben készült el, Kutya egy idő címmel, a harmadik és a negyedik kötet ("Az utolsó szalmaszál" és a "Kutya egy idő") alapján.
A film készüléséről Jeff Kinney egy könyvet is írt, "Egy ropi filmes naplója: Greg Heffley meghódítja Hollywoodot" (angolul: The Wimpy Kid Movie Diary: How Greg Heffley Went Hollywood) címmel, amiben leírja a három film (Egy ropi naplója, Egy ropi naplója: Testvérháború, Kutya egy idő) készítésének folyamatát.

## Szereplők
| Színész          | Szerep           | Magyar hang        |
| ---------------- | ---------------- | ------------------ |
| Zachary Gordon   | Greg Heffley     | Ducsai Ábel        |
| Robert Capron    | Rowley Jefferson | Bogdán Gergő       |
| Rachael Harris   | Susan Heffley    | Zakariás Éva       |
| Steve Zahn       | Frank Heffley    | Seszták Szabolcs   |
| Devon Bostick    | Rodrick Heffley  | Penke Bence        |
| Peyton List      | Holly Hills      | Pekár Adrienn      |
| Karan Brar       | Chirag Gupta     | Penke Soma         |
| Fran Kranz       | Bill             | Haagen Imre        |
| Grayson Russel   | Fregley          | Császár András     |
| Laine MacNeil    | Patty Farrell    | Talmács Márta      |
| Melissa Roxburgh | Lány a buliban   | Bogdányi Titanilla |